# Municipio de Belvidere (Minnesota)
El municipio de Belvidere (en inglés: Belvidere Township) es un municipio ubicado en el condado de Goodhue en el estado estadounidense de Minnesota. En el año 2010 tenía una población de 462 habitantes y una densidad poblacional de 5,02 personas por km².

## Geografía
El municipio de Belvidere se encuentra ubicado en las coordenadas 44°25′48″N 92°29′37″O / 44.43000, -92.49361. Según la Oficina del Censo de los Estados Unidos, el municipio tiene una superficie total de 92.08 km², de la cual 92,02 km² corresponden a tierra firme y (0,06 %) 0,06 km² es agua.

## Demografía
Según el censo de 2010, había 462 personas residiendo en el municipio de Belvidere. La densidad de población era de 5,02 hab./km². De los 462 habitantes, el municipio de Belvidere estaba compuesto por el 98,48 % blancos, el 0,22 % eran amerindios, el 0,43 % eran asiáticos, el 0,65 % eran de otras razas y el 0,22 % eran de una mezcla de razas. Del total de la población el 1,73 % eran hispanos o latinos de cualquier raza.